# Tofiga Vaevalu Falani

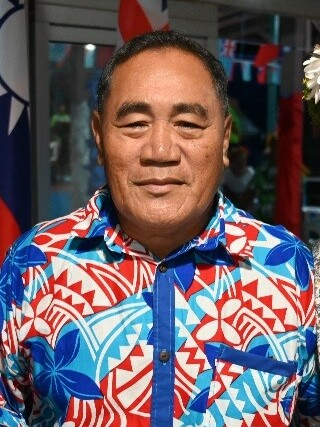
Tofiga Vaevalu Falani (2021)

Sir Tofiga Vaevalu Falani GCMG MBE ist ein tuvaluischer Geistlicher, der seit 2021 als Generalgouverneur von Tuvalu amtiert.

## Leben
Seit 2008 ist Falani Kirchenpräsident der Ekalesia Kelisiano Tuvalu. Zwischen 2006 und 2013 gehörte er dem Zentralausschuss des Ökumenischen Rates der Kirchen an und setzte sich insbesondere für den Klimaschutz ein.
Am 28. September 2021 wurde Falani von Königin Elisabeth II. zum Generalgouverneur von Tuvalu ernannt.
Als Generalgouverneur vertritt Falani den amtierenden Monarchen von Tuvalu im Land und ist damit faktisch das Staatsoberhaupt von Tuvalu. Falani war bereits am 14. August 2017 während der Abwesenheit von Iakoba Taeia Italeli als amtierender Generalgouverneur tätig.
Bei den Neujahrsehrungen 2014 wurde Falani für seine Verdienste um die Öffentlichkeit und das Gemeinwesen zum Member des Order of the British Empire (MBE) ausgezeichnet. Am 18. September 2022 wurde Falani von König Charles III. als Knight Grand Cross des Order of St Michael and St George (GCMG) geadelt und führt seither das Prädikat „Sir“.